# David Blondel
Pour les articles homonymes, voir Blondel.
David Blondel, né à Châlons-en-Champagne le 25 septembre 1590 et mort à Amsterdam le 6 avril 1655, est un ministre, historien et historiographe à la cour du  roi de France. 

## Biographie
David Blondel est né à Châlons et a étudié les belles lettres, puis les langues savantes et la théologie. Il s'est ensuite intéressé à l'histoire ecclésiastique et en particulier à celle du Bas empire. Il a été reçu pasteur au cours du synode de l'Île-de-France, en 1614. Il a exercé son ministère à Houdan à partir de 1619. Il a publié cette année-là un petit livre, Modeste Déclaration de la sincérité & vérité des Églises Réformées de France, pour répondre à deux écrits catholiques, dont celle de Richelieu, alors évêque de Luçon.
Il a écrit sur l'histoire de la papesse Jeanne, démêlant le vrai du faux, sur la généalogie des rois de France avec Assertio genealogiæ Francicæ pour répondre aux écrits de Jean-Jacques Chifflet, un Traité des Sibylles, un traité intitulé De Formula regnate Christo, un autre portant le titre Pseudo-Isidorus & Turrianus vapulantes contre les épîtres décrétales. Un autre traité a pour titre Esclaircissement sur l'Eucharistie et un autre traité De la Primauté dans l'Église.
Il avait entrepris de réfuter les affirmations publiées dans les Annales ecclésiastiques du cardinal Baronius mais n'a pas eu le temps d'achever ce travail qui est resté à l'état de notes. Ces notes ont été utilisées par un pasteur béarnais réfugié à Amsterdam pour écrire Antibaronius Magenelis, seu Animardversiones in Annales cardinalis Baronii publié en 1675.
Il a participé aux synodes de l'Église Réformée en Île-de-France et y a été vingt fois secrétaire. Il a été quatre fois député aux synodes nationaux où il a été chargé de dresser les actes. En 1626, le synode national de Castres l'a envoyé comme député au roi pour le remercier au nom de la Compagnie.
En 1650, les administrateurs du Athenæum d'Amsterdam lui ont proposé d'y venir comme professeur d'histoire pour remplacer Gérard Vossius, il a accepté. Son temps passé à faire les études nécessaires pour établir son cours d'histoire et l'air humide d'Amsterdam lui ont donné une malade des yeux ce qui l'a rendu presque aveugle, puis qui s'est développée en fluxion de poitrine dont il est mort.

## Famille
Il avait deux frères, Moïse et Aaron.
Son frère Moïse Blondel (vers 1580-vers 1660) sera également ministre protestant il le sera à Meaux puis à Londres. Il a laissé Jérusalem et Rome au secours de Genève en 1621.

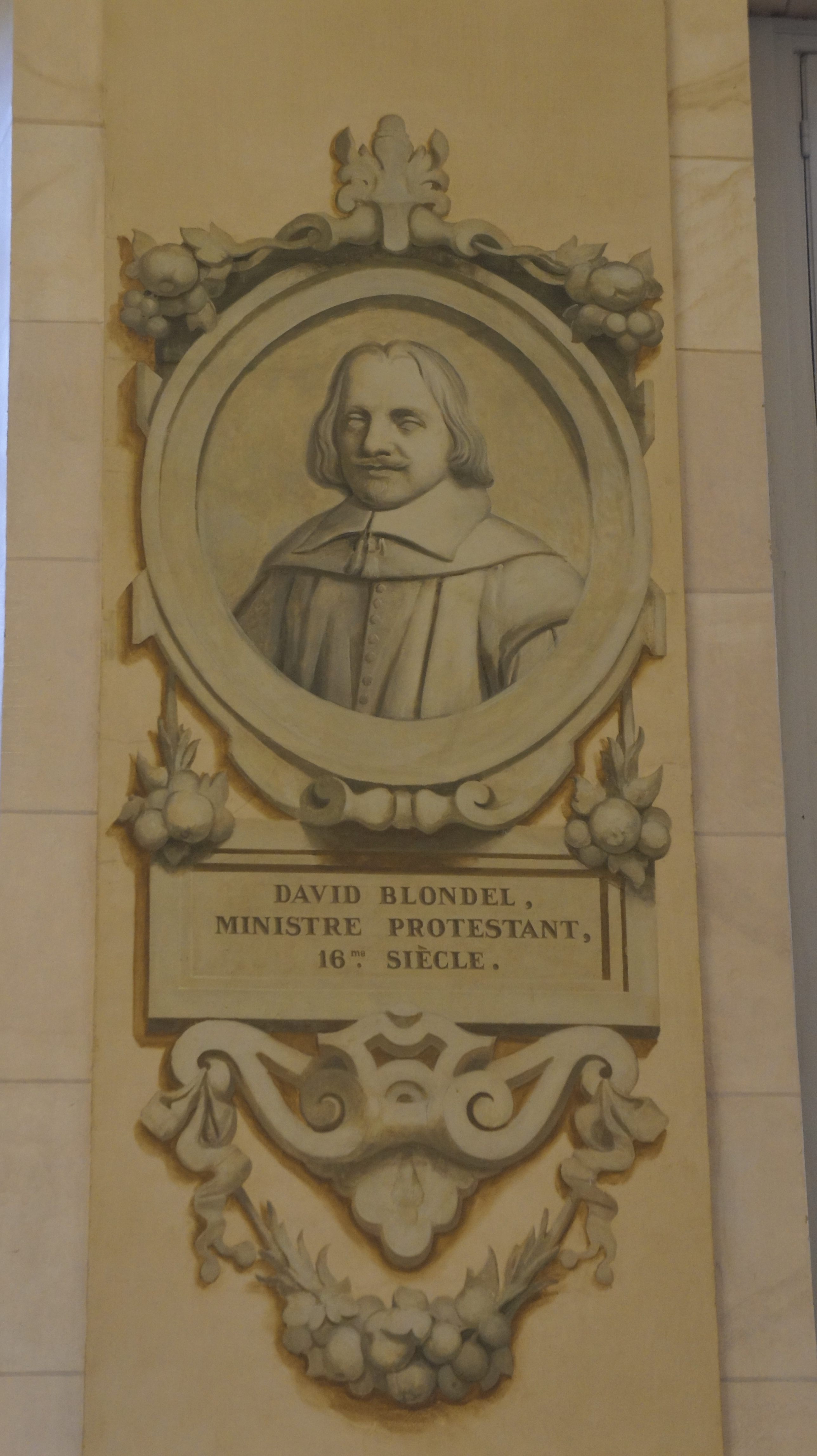
Grisaille en l'Hôtel de ville de Châlons-en-Champagne

## Publications
- Pseudo-Isidorus et Turrianus Vapulantes seu editio et censura nova epistolarum omnium, quas piissimis Urbis Romæ Præsulibus. Isidorus cognomento mercator supposuit, Franciscus Turrianus Iesuita, ... Recensuit, notis illustrauit, bono ecclesiae dicauit, David Blondellus Catalaunensis, Jean Chouët, Genèvre, 1628 (lire en ligne)
- Epistolarum decretalium, quae vetustissimis pontificibus Romanis hactenus tribuuntur examen, aduersus Isidori Mercatoris sigmenta ubi simul ostenditur ex quibus centonibus eae consutae confecta fuerint, per D.B.C, Pierre Chouët, Genève, 1635 (lire en ligne)
- Esclaircissements familiers de la controverse de l'eucharistie, tirez de la parole de Dieu, & des escrits des SS. Pères, Jacques Cailloüé, Rouen, 1641 (lire en ligne)
- De la primauté en l'Église : traité où sont confrontées avec la réponse du Sérénissime roy de la Grande-Bretagne, les Annales du card. Baronius, les Conrouerses du Cardinal Bellarmin, la Répique du Card. Du Perron, &c., Jacques Chouët, Genève, 1641
- De formvlæ regnante Christo : in veterum monumentis vsv, iustas pro regibus maximis Philippo I & II, summaque regum omnium potestate, vindicias complexa diatribe, Amsterdam, 1646
- Des sibylles célébrées tant par l'antiquité payenne que par les saincts pères, discous traittant des noms & du nombre des sibylles, de leurs conditions, de la forme & matière de leurs vers, des livres qui portent jusq'aujourd'huy leurs noms, & de la conséquence des suppositions que ces Livres contiennent, principalement de l'estat des hommes bons & mauvais après la mort, Veuve L. Perier & N. Perier, Paris, 1649 (lire en ligne)
- Traité contre l'éclaircissement donné par M. Blondel si une femme a été assise au siège papal de Rome, entre Léon IV et Benoist III par le sieur Congnard, avocat au parlement de Normandie, Jean Ribotteau et Antoine Rousselet imprimeurs et libraires, Saumur, 1655 (lire en ligne)
- Genealogiae Francicae plenior assertio. Vindiciarum Hispanicarum, Novorum Luminum, Lampadum Historicarum et Commentorum Libellis Lotharingia Masculina, Alsatia vindicata, Stemma Austriacum, de pace cum Francis ineunda Consilium, de Ampulla Remensi disquisitio & Tenneurius expensus, a Joanne Jacobo Chiffletio insciptis, ab eoque in Francici nominis injuriam editis, inseprsorum, omnimoda eversio. Amsterdam (Joannis Blaeu) 1664.Blondel répond, dans ce livre, à Chifflet qui attaque la famille capétienne dans son Vindiciae Hispanicae. Après une dédicace à Louis XIV, il fait dans une longue préface l’apologie des rois de France. Il justifie ensuite grâce à de nombreux arbres généalogiques les droits territoriaux des rois de France. On trouve en particulier un bel arbre généalogique hors-texte des rois de France de Clovis à Louis XIV. Il contrecarre ainsi systématiquement les arguments que Chifflet utilise en faveur de la cour d’Espagne.